# Zeugophora
Zeugophora is een geslacht van kevers in de kleine onderfamilie Zeugophorinae van de familie halstandhaantjes (Megalopodidae). Vroeger werd het in de familie van de bladkevers (Chrysomelidae) geplaatst.
De wetenschappelijke naam van het geslacht werd in 1818 gepubliceerd door Gustav Kunze. De typesoort is het gedoornd populierenhaantje (Zeugophora subspinosa) uit Europa, dat ook in Nederland en België voorkomt.
Vertegenwoordigers van dit geslacht komen voor in Europa, Noord-Amerika en delen van Afrika en Azië. Naast het gedoornd populierenhaantje komen in Nederland en België ook de soorten Zeugophora flavicollis (het geelhalspopulierenhaantje) en Zeugophora scutellaris voor.
Het gedoornd populierenhaantje en het geelhalspopulierenhaantje lijken erg veel op elkaar. Halsschild en dekschilden van beide soorten zijn onregelmatig gestippeld. Het geelhalspopulierenhaantje is breder gebouwd en heeft een zwarte kop.